# Osama
 Osama  (أسامة) és una pel·lícula afganesa de Siddiq Barmak estrenada el 2003.
El seu finançament ha estat suportat pel Festival Internacional de Cinema de Rotterdam.

## Argument
Una afganesa i la seva filla de 12 anys perden la seva feina quan els talibans tanquen els hospitals. Els talibans prohibeixen també a les dones sortir sense ser acompanyades d'un home de la seva família. Com el pare i l'oncle de la noia van morir a la guerra contra els soviètics, la mare i la noia es troben sense mitjà de guanyar-se la seva vida. La mare té llavors la idea de vestir la seva filla com a noi i de donar-li un nom masculí, Osama. Aconsegueix trobar una petita feina, però els talibans recluten per força els adolescents, i Osama es troba en un centre de formació de soldats.

## Premis
- 2003. Menció especial - Càmera d'or al 56è Festival Internacional de Cinema de Canes
- 2004. Globus d'Or a la millor pel·lícula estrangera